# Ecnomus ferrantei
Ecnomus ferrantei är en nattsländeart som beskrevs av Georg Ulmer 1963. Ecnomus ferrantei ingår i släktet Ecnomus och familjen trattnattsländor. Inga underarter finns listade i Catalogue of Life.